# Campylaspis fusiformis
Campylaspis fusiformis är en kräftdjursart som beskrevs av Gamo 1960. Campylaspis fusiformis ingår i släktet Campylaspis och familjen Nannastacidae. Inga underarter finns listade i Catalogue of Life.